# 古代虎型ゾイド
古代虎型ゾイド（こだいとらがたゾイド）は、トミー（現タカラトミー）より発売されている『ゾイド』シリーズに登場する架空の兵器群。

## 概要
『ゾイド』シリーズにおいては第2期シリーズ（1999～2006年）において登場。玩具商品・ストーリーでの初出は2004年に『月刊コロコロコミック』誌、および商品パッケージと付属DVDで展開された『ゾイド 三匹の虎伝説』となる。同作では伝説の核を持った古代虎型ゾイドという設定であるが、後にデザインやパーツ変更も含めて玩具が流用され、テレビアニメ作品『ゾイドジェネシス』やフォトストーリー作品『ゾイドジェネレイションズ』にも登場。その設定的な相関性は不明となる。

## ゾイド『三匹の虎伝説』における設定
太古の惑星Ziにおいてタイガー型の野生ゾイドを統治していたトラ型ゾイドをベースとして開発された。この古代虎型ゾイドはセイバータイガー(サーベルタイガー)とは異なる特殊なゾイドコアを持つゾイドで、中央大陸に白のタイガー、西方大陸に蒼のタイガー、暗黒大陸に紅のタイガーの計三頭が存在した。これらは従来のゾイド技術では外装を溶解させるほどの高いエネルギーを有し、それゆえに制御が難しく、暴走の危険性を持っていた。ZAC2036年にはゼネバス帝国において調査計画「タイガープロジェクト」が建てられ、白のゾイドコアを発掘したものの、未知の部分が多く、メカ生体への改造は断念された。後にこれらのコアをベースとして、ZAC2230年において東方大陸の企業・ZOITEC社の手によってワイツウルフ（ワイツタイガー）、レイズタイガーが開発され、そのライバル企業であるZi-ARMS社によってブラストルタイガーが開発されている。

## ワイツウルフ
| ワイツウルフ WHITZ WOLF    | ワイツウルフ WHITZ WOLF |
| -------------------------- | --- |
| 番号                       | RZ-073 |
| 所属                       | ZOITEC |
| 分類                       | オオカミ型 |
| 全長                       | 18.9m |
| 全高                       | 8.8m |
| 重量                       | 87t |
| 最高速度                   | 305km/h |
| 乗員人数                   | 1名 |
| 武装                       | エレクトロンハイパーキャノン×2 208mm2連装ショックキャノン ワイツアーマーテイル 3連装イオンブースター ワイツクローフラップ×4 エレクトロンバイトファング ストライクザンクロー×4 |
| ワイツタイガー WHITZ TIGER | |
| 所属                       | ZOITEC |
| 分類                       | トラ型 |
| 全長                       | 18.7m |
| 全高                       | 11.8m |
| 重量                       | 94t |
| 最高速度                   | 340km/h |
| 乗員人数                   | 1名 |
| 武装 装備                  | エレクトロンハイパーキャノン×2 208mm2連装ショックキャノン 3連装イオンブースター ストライクエレクトロンクロー×4 エレクトロンバイトファング ウイングスラッシャー×2              |
| 必殺技                     | エレクトロンハイパースラッシャー |

『三匹の虎伝説』に登場。伝説のゾイド核である、古代虎「白の核」を搭載したゾイド。元々は「ワイツタイガー」として開発された機体であるが、あまりにも高い出力の危険性から、合体することで能力が解放されるようこのワイツウルフとサビンガへと分離された。本来ゾイドコアは野生体を模した姿のボディでなければ自分の体として認識せず機能もしないが、ZOITECではコアの持つパワーと遺伝子情報を封印し、ワイツタイガーへの合体時にそれらが解放されるプログラムを導入し解決を見ている。ワイツウルフ本体は徹底した軽量化がなされており、機動性と攻撃力に優れるゾイドである。
武装・装備
ストライクザンクロー
四肢の爪部。PVにおいては、使用時に爪部が発光する描写が見られた。
エレクトロンハイパーキャノン
背部に装備する。ワイツウルフ、ワイツタイガー両形態における最強装備。高電圧のエネルギーを連射する兵装で、高速走行中においても高い命中精度を発揮する。PVにおいては、アイアンコングを一撃で撃破する威力を見せた。
208mm2連装ショックキャノン
腹部に装備する。
3連装イオンブースター
尻部に装備する。機体の高速戦闘を支える。
ワイツクローフラップ
四肢の肩部に装備する。ワイツタイガー時は爪部に装着される。
ワイツアーマーテイル
ワイツウルフの尾部。外部装甲はワイツタイガー時の前脚の装甲となる。
エレクトロンバイトファング
ワイツウルフの牙部。

### ワイツタイガー
ワイツウルフとサビンガが合体した伝説の虎型ゾイド。伝説の白虎の異名を持つ。
合体によって機動力、パワー防御力といった性能はワイツウルフから格段に向上している。遠距離・近距離用の装備を兼ね備え、加えて機動力も高く、3体の古代虎型ゾイドの中では最もバランスに優れる。
古代虎のゾイドコアが持つパワーから、制御装置と装甲が溶解する危険性を有しており、長時間の戦闘は行えない。
武装・装備
ストライクエレクトロンクロー
四肢の爪部。ワイツウルフの時よりも大型化しており、重装甲を容易く引き裂き貫通可能な威力を持つ。
ウイングスラッシャー
マグネッサーウイングを兼ねる武装。必殺技のエレクトロンハイパースラッシャーは、コアから発生するエネルギーを高電圧に変換し、この装備で敵機を切断する攻撃。

### ワイツタイガーイミテイト
| ワイツタイガーイミテイト WHITZ TIGER IMITATE | ワイツタイガーイミテイト WHITZ TIGER IMITATE |
| -------------------------------------------- | -------------------------------------------- |
| 所属                                         | ZOITEC                                       |
| 分類                                         | トラ型                                       |
| 全長                                         | 18.7m                                        |
| 全高                                         | 11.8m                                        |
| 重量                                         | 94t                                          |
| 最高速度                                     | 340km/h                                      |
| 乗員人数                                     | 1名                                          |

『三匹の虎伝説』に登場。ワイツタイガーの合体テスト用に作られた機体で、機体色は黄色。ゾイドコアは通常のものを採用している(そのため、オリジナルのワイツタイガーは1機のみとなる)。ワイツタイガーの影武者としての運用もなされたとされる。

### ソードウルフ
| ソードウルフ SWORD WOLF  | ソードウルフ SWORD WOLF |
| ------------------------ | --- |
| 番号                     | GZ-007 |
| 所属                     | ディガルド討伐軍 |
| 分類                     | オオカミ型 |
| 全長                     | 18.9m |
| 全高                     | 8.8m |
| 重量                     | 91t |
| 最高速度                 | 301km/h |
| 乗員人数                 | 1名 |
| 武装                     | ダブルハックソード 208mm2連装ショックキャノン エレクトロンハイパーキャノン×2 ストライクザンクロー×4 エレクトロンバイトファング 3連装イオンチャージブースター                    |
| ソードウルフクラッシャー | |
| 所属                     | ディガルド討伐軍 |
| 分類                     | オオカミ型 |
| 全長                     | |
| 全高                     | |
| 重量                     | |
| 最高速度                 | |
| 乗員人数                 | 1名 |
| 武装                     | ダブルハックソード 208mm2連装ショックキャノン エレクトロンハイパーキャノン×2 ストライクザンクロー×4 エレクトロンバイトファング 3連装イオンチャージブースター バイオクラッシャー |

『ゾイドジェネシス』において登場。元キダ藩藩主、ラ・カンが乗る狼型ゾイド。軽量な機体とイオンブースターによって高い機動性を有し、ソードによる格闘能力とエレクトロンハイパーキャノンによる中距離戦能力を併せ持つ。後にバイオクラッシャーを装備することにより、ソードウルフクラッシャーへと強化される。
ルージのピンチを救うため、ランスタッグと共に第一話で登場。非常に素早い動きでバイオラプターを撃破していった。
第五話では、デッドリーコングとムラサメライガーのメタルZiの武器を止め、戦いを仲裁するなどの活躍を見せる。しかし、活躍といえる活躍もここまでで、ゲオルグが操るバイオトリケラには何度も圧倒され、徐々にルージ一行のやられ役になっていった。
しかし後に強化パーツのバイオクラッシャーを装備し、衝撃波でもバイオゾイドを撃破出来るようになった。サイボーグ化したゲオルグとの戦いでは宿敵ともいえるバイオトリケラを（相打ちに近い形ではあったが）撃破し、最終話ではルージたちのピンチに駆けつけ、バイオティラノに捕まった仲間を救出した。
武装
ダブルハックソード
背部両側に装備。メタルZi製の剣で、刀身に高電圧をかけ敵機を両断する「エレクトロンハッカー」という攻撃法を持つ。
バイオクラッシャー
ソードウルフクラッシャーにおいて、右側面のダブルハックソードに代わり装着される。ムラサメブレードに匹敵するメタルZi製の剣。

### レッズウルフ
| レッズウルフ REZ WOLF    | レッズウルフ REZ WOLF |
| ------------------------ | --- |
| 番号                     | ZGe-002 |
| 所属                     | ジン遊撃隊 |
| 分類                     | オオカミ型 |
| 全長                     | 19.5m |
| 全高                     | 8.9m |
| 重量                     | 90t |
| 最高速度                 | 305km/h |
| 乗員人数                 | 1名 |
| 武装                     | エレクトロンハイパーキャノン×2 208mm2連装ショックキャノン 3連装イオンブースター エレクトロンバイトファング ストライクエレクトロンクロー×4 小刀「カヅチ」 カヅチ抜刀システム                        |
| レッズタイガー REZ TIGER | |
| 番号                     | ZGe-002 |
| 所属                     | ジン遊撃隊 |
| 分類                     | トラ型 |
| 全長                     | 20.8m |
| 全高                     | 12.5m |
| 重量                     | 102t |
| 最高速度                 | 388km/h |
| 乗員人数                 | 1名 |
| 武装                     | エレクトロンハイパーキャノン×2 208mm2連装ショックキャノン 3連装イオンブースター エレクトロンバイトファング ストライクエレクトロンクロー×4 ウイングスラッシャー×2 小刀「カヅチ」 カヅチ抜刀システム |

『ゾイドジェネレイションズ -ZOIDS GENERATIONS-』において登場。ナカト国遊撃隊の隊長、ジンが操縦する狼型ゾイド。
メタルZi製の小刀「カヅチ」を武器とする。カヅチは元々携帯の必要がない「神器」として奉られており神事の際のみ抜き身で持ち出されていたため携帯性は全く考慮されていなかったものの、左肩にジン本人が考案した抜刀システムを搭載してこれを解決している。平均よりも一回り大きな体躯を持ち、その重量に似合わない俊敏さも併せ持っている。
従来は群れによる行動を基本とするオオカミ型ゾイドだが、レッズウルフは単独行動を好む特殊な個体であり、性格的にも独立心が強く、強制を嫌うことが多い。しかし、ジンによってねじ伏せられたことで彼を乗り手として認め、受け入れた。
種としてはあくまで「ワイツウルフ」であり、レッズウルフとは元々ジンの父・ギシンが搭乗していたコマンドウルフの二つ名。カヅチもこの機体が使用していたもので、ジンは自らの意志でカヅチと共にこの名前と紋を継承している。ナカトでは二つ名や紋は個人のものであり、継承は本来持ち主の意志によって行われるが、ジンの異例とも言えるこの行いは亡き父への思いを物語るものとなっている。

#### レッズタイガー
レッズウルフのもう一つの形態。ワイツタイガーのような合体ではなく、レッズウルフ単体で変身する。作中では稀に短時間の特殊進化現象を起こすゾイドがいるという記録が残されており、レッズウルフもその能力を持つ個体。発動には乗り手との高い同調が必要とされる。その一方で消耗が激しいため、稼働時間に限界のあるこの形態は重要な局面でのみ使用される。
作中ではバイオスピノの放った強電磁波を放電によってを無効化してみせた。

## レイズタイガー
| レイズタイガー RAYSE TIGER             | レイズタイガー RAYSE TIGER |
| -------------------------------------- | --- |
| 番号                                   | RZ-075 |
| 所属                                   | ZOITEC |
| 分類                                   | タイガー型 |
| 全長                                   | 20.5m |
| 全高                                   | 7.56m |
| 重量                                   | 87t |
| 最高速度                               | 280km/h |
| 乗員人数                               | 1名 |
| 武装                                   | エクスプロードバイト 集光パネル×4 ストライクレーザークロー×4 2連装テイルキャノン 3連装ショックキャノン ピンポイントレーザー砲×2                                                                     |
| ジェットレイズタイガー JET RAYSE TIGER | |
| 所属                                   | ZOITEC |
| 分類                                   | タイガー型 |
| 全長                                   | 20.5m |
| 全高                                   | 12m |
| 重量                                   | 125t |
| 最高速度                               | 400km/h |
| 乗員人数                               | 1名 |
| 武装                                   | エクスプロードバイト 集光パネル×4 ストライクレーザークロー×4 2連装テイルキャノン 3連装ショックキャノン ピンポイントレーザー砲×2 シャインマグネッサーウイング 3連装ショックキャノン×2 レーザーネスト |

『三匹の虎伝説』に登場。古代虎「蒼の核」を搭載した伝説の虎型ゾイド。光の猛虎の異名を持つ。
全身に放熱チューブを装備し、ここから余剰エネルギーを循環放出することで、古代ゾイド核のパワー制御に成功した。また、コアから発生したエネルギーはレーザーエネルギーへと変換することも可能である。格闘戦に特化した機体であり、搭載された機構により古代ゾイド核のパワーをフルに発揮可能としている。こと格闘能力においては3体の古代虎型ゾイドの間で群を抜き、機体パワーもゴジュラスやアイアンコングを凌駕する。また、プテロレイズとの合体により、最高速度400km/hでの飛行も可能。その形態をジェットレイズタイガーと呼ぶ。
武装・装備
エクスプロードバイト
レイズタイガーの牙部。ここにレーザーエネルギーを通して直接敵機の体内に流し込む攻撃は、ゴジュラス級やアイアンコング級までも葬り去る破壊力を持つ。
集光パネル
四肢の肩部に装備する。これによってレイズタイガーは敵機のビーム攻撃を吸収・無効化し、得意の格闘戦に持ち込む。
吸収したエネルギーは本体に取り込まれる。また、電撃攻撃をこれらよって吸収することも可能。
ストライクレーザークロー
四肢の爪部。
2連装テイルキャノン
尾部に装備する。
3連装ショックキャノン
腹部に装備する。
ピンポイントレーザー砲
前脚の肩部に装備する。
シャインマグネッサーウイング
ジェットレイズタイガー時に背部に装備される。PVでは主翼外縁部が発光する演出も見られた。
レーザーネスト
ジェットレイズタイガー時に背部に装備される。
蒼のコアから産まれる莫大なエネルギーを各部兵装に供給する機関で、レーザーキャノンを有する。
3連装ショックキャノン
ジェットレイズタイガー時に装備される。シャインマグネッサーウイング左右に計2基装備する。

### 作中での活躍
#ブラストルタイガーの項参照。

### レイズタイガーAS
ゲーム『ZOIDS VS III』に登場するバリエーション機。ミッションモードの主人公・アローの専用機で、ASは「アロー・スペシャル」の略称。
ミッションモードでは、ノーマル機が実質アローの専用機として登場するため参戦しないが、バトルモードのフューザーズルートの最終ステージに登場する。
カラーリング以外の外見的差異は見受けられないが、防御以外のステータスはノーマル機を上回る。

### ソウルタイガー
| ソウルタイガー SOUL TIGER | ソウルタイガー SOUL TIGER |
| ------------------------- | --- |
| 番号                      | GZ-008 |
| 所属                      | ディガルド討伐軍 |
| 分類                      | タイガー型 |
| 全長                      | 20.5m |
| 全高                      | 9.0m |
| 重量                      | 110t |
| 最高速度                  | 240km/h |
| 乗員人数                  | 1名 |
| 武装                      | ソウルバグナウ×4 エクスプロードバイト 3連装ショックキャノン ピンポイントレーザー砲×6 2連装テイルキャノン レーザーネスト 集光パネル×4                  |
| ソウルタイガーブースト    | |
| 所属                      | ディガルド討伐軍 |
| 分類                      | タイガー型 |
| 全長                      | |
| 全高                      | |
| 重量                      | |
| 最高速度                  | |
| 乗員人数                  | 1名 |
| 武装                      | ソウルバグナウ×4 エクスプロードバイト 3連装ショックキャノン ピンポイントレーザー砲×6 2連装テイルキャノン レーザーネスト 集光パネル×4 ソウルブースター |

『ゾイドジェネシス』において登場。セイジュウロウが搭乗するゾイド。集光パネルによるビーム吸収能力を持ち、それを背部のレーザーネストで増幅することにより「シャイニングインパクト」と呼ばれるレーザー一斉射をも可能としている。また、牙を通して敵機に直接エネルギーを流し込むエクスプロードバイトも備える。ソウルブースターを装着することも可能で、その際はソウルタイガーブーストと呼称される。
特に目立った戦闘はしていないが、ソウルブースターによってその機動力にさらに磨きが掛かった。瞬間的なスピードは作中のゾイドの中でもトップクラスで、まさに「目にも止まらぬ速さ」で敵バイオゾイドを倒していった。
しかし、最終決戦では自慢のスピードもバイオティラノには通用せず、リブ・デスサイズに捕獲されゾイドコアを壊されて再起不能に陥ってしまう。
武装・装備
ソウルバグナウ
四肢の爪部に装着される。メタルZi製の爪。
ソウルブースター
ソウルタイガーブーストの背部に装着される。最高速度およびジャンプ力を向上させる。劇中ではソウルブースターから設定には無い誘導弾のような物を撃つ描写があった。

## ブラストルタイガー
| ブラストルタイガー BRASTLE TIGER | ブラストルタイガー BRASTLE TIGER |
| -------------------------------- | --- |
| 番号                             | EZ-076 |
| 所属                             | Zi-ARMS |
| 分類                             | サーベルタイガー型 |
| 全長                             | 18.4m |
| 全高                             | 7.7m |
| 重量                             | 91t |
| 最高速度                         | 300km/h |
| 乗員人数                         | 1名 |
| 武装                             | サーミックキラーサーベル×2 サーミックストライククロー×4 2連装サーミックレーザーガン×4 AZ208mmショックカノン×10 AZハイパー3連衝撃砲 サーミックビームガン×2 小口径ガトリングビーム砲×4 テイルヒートシンク×6 カーフヒートシンク×4 |

『三匹の虎伝説』に登場。伝説の古代虎「紅の核」を搭載したゾイド。灼熱の紅い虎の異名を持つ。
ゾイドコアの制御技術にはZOITECから奪取したものが用いられている。格闘戦と砲撃戦双方を得意とし、黒いアーマーから大気中の熱エネルギーを吸収し、核で増幅することでサーミックレーザーを発射する。至近距離でならば巨大ゾイドの重装甲すらも融解させる。だが、それらを放出しなければ内部から融解してしまうために、長時間攻撃ができない時は、ヒートシンクから放熱しなければならず、再度熱を取り込むには時間がかかるという弱点をもつ
また、三匹の古代虎型ゾイドの中ではワイツタイガー、レイズタイガーよりも野生体に近い気性の荒さを持ち、操縦の難易度は高い。コクピットには緊急時に備え射出座席が採用されている。
武装・装備
サーミックキラーサーベル
ブラストルタイガーの牙部。
サーミックストライククロー
四肢の爪部。
2連装サーミックレーザーガン
背部に格納される。
ブラストルタイガーは効率よく熱を排出するために装甲を展開する機構を有しており、武装も内部に収納する方式する方式を取っている。
AZ208mmショックカノン
前脚肩部装甲内に3門をそれぞれ計6門、後脚肩部装甲内に2門をそれぞれ計4門格納する。
AZハイパー3連衝撃砲
腹部に装備する。
サーミックビームガン
脇腹部に格納する。
小口径ガトリングビーム砲
四肢の肩部装甲内に格納する。
テイルヒートシンク
尾部に格納する。
カーフヒートシンク
後脚部に格納する。
製作エピソード
企画開発はトミーの氏田治久が行った。氏田はインタビューに際し、同時期のレイズタイガーが飛行型となることが決定していたため、陸戦型にしたと語っている。

### 作中での活躍
バトルストーリー
ZOITEC社長救出のためにZi-ARMSのホエールキングに乗り込んだレイズタイガーは、Zi-ARMSの完成させたブラストルタイガーと交戦。しかし、その最中、レイズタイガーを捕獲するべくメガデスザウラーが姿を現す。レイズタイガーに襲いかかるメガデスザウラーであったが、そこにZOITECのネオタートルシップが現れ、そこからワイツタイガーが現れた。ワイツタイガーをも捕獲できる絶好のチャンスであったが、突如、3体の古代虎の核が共鳴、ブラストルタイガーまでもがメガデスザウラーに牙を剥き、その圧倒的火力でメガデスザウラーの超重装甲を破り、レイズタイガーが電流を体内に流し込み撃破した。

### ゲーム
『ゾイドインフィニティフューザーズ』のストーリーモードでは主人公のZOITEC社専属パイロットのランス専用機として登場し、後の『インフィニティEX』でもプレイヤーキャラとして、レイズタイガー、ムラサメライガー、ランスタッグらと新規参入した。本作品では他の機体に比べ、圧倒的な挙動、火力、耐久力を誇る強機体であり、一部の個人主催の大会では使用を禁止されることも多々あった。

### ブラストルタイガー(ゾイドジェネシス登場機)
| ブラストルタイガー BRASTLE TIGER | ブラストルタイガー BRASTLE TIGER |
| -------------------------------- | --- |
| 番号                             | GZ-009 |
| 所属                             | ディガルド討伐軍（ジェネシス） |
| 分類                             | タイガー型 |
| 全長                             | 18.4m |
| 全高                             | 7.7m |
| 重量                             | 91t |
| 最高速度                         | 300km/h |
| 乗員人数                         | 1名 |
| 武装                             | サーミックキラーサーベル×2 サーミックストライククロー×4 2連装サーミックレーザーガン×4 AZ208mmショックカノン×10 AZハイパー3連衝撃砲 サーミックビームガン×2 小口径ガトリングビーム砲×4 テイルヒートシンク×6 カーフヒートシンク×4 |

アニメ『ゾイドジェネシス』に登場。激しい闘争本能を持ち、機体各部の火器で戦う。
作中の活躍
アニメ
『ゾイドジェネシス』において、旧キダ藩家家臣であるティ・ゼと、後にディガルド討伐軍に加入したガボールがそれぞれ搭乗。第35話においては後方支援役として追撃してくる敵部隊の直前の地面をサーミックバーストで溶解させ、多数を撃破し敵部隊の足止めに成功した。
また39話ではガボールの発案により低出力のサーミックバーストを2機で行うことにより要塞の前面に広がっていた湿地の水を蒸発させ、ゾイドによる移動を可能にさせている。
ガボール機はGZカラーで登場。ティ・ゼ機はEZカラーとなる（ただし、キットとは爪や牙、キャップの色が異なる）。他のメディアのブラストルタイガーとの相関性は不明。この他パイロット不明の白いカラーの機体も見受けられた。
ライトノベル
『ゾイドジェネレイションズ』においては、ゾイド医師であるセンカが実験用の機体（カラーリングはGZ版のもの）に搭乗。本体のゾイドコアとブロックスコアの連動によって野生を目覚めさせる研究が行われたが、暴走している。

### ブラストルタイガーRV
カードアーケードゲーム『ゾイドカードコロシアム』に登場。ブラストルタイガーをレイヴンのカードでバリエーションチェンジさせると出現する。